# Arctosa lacustris
Arctosa lacustris là một loài nhện trong họ Lycosidae.
Loài này thuộc chi Arctosa. Arctosa lacustris được Eugène Simon miêu tả năm 1876.